# CLOCK
CLOCK 또는 클락(clock 또는 CLK) 또는 CLK2(CLOCK2)는 이중 특이성 단백질효소(Dual specificity protein kinase)이며, CLK2는 인간에게서 CLK2 유전자에 의해 암호화되는 효소이다. 또한 CLK2에 의해 발현되는 그 단백질을 가리키기도한다.

## 생체시계
PER은 시상하부의 시각교차 위핵(SCN)내에서 TIM(time) 또는 CLOCK과 연동하여 생명체의 각성,수면의 일주율을 설정하는데 매우 중요한 생체시계 유전자 단백질들로 알려져있다.

## 같이 보기
- TP53